# Holger Hammerich
Holger Hammerich (* 22. Februar 1940 in Kiel) ist ein deutscher evangelischer Kirchenhistoriker. 

## Leben
Nach dem Studium der evangelischen Theologie wurde Hammerich in Hamburg mit der Arbeit Taufe und Askese. Der Taufaufschub in vorkonstantinischer Zeit 1995 promoviert und habilitierte sich 1997 mit der Arbeit Geschichte des Taufaufschubs in reichskirchlicher Zeit. Seit 2005 ist er außerplanmäßiger Professor für Kirchengeschichte an der Universität Hamburg. 
Er ist ehemaliger Leiter des Pädagogisch-Theologischen Instituts Nordelbien, Arbeitsstätte Kiel, Mitglied im wissenschaftlichen Beirat der Zeitschrift Religion heute und Vorsitzender des Kuratoriums der evangelischen Arbeitsstelle Fernstudium für kirchliche Dienste. Sein Forschungsschwerpunkt ist die alte Kirche – im Besonderen die Geschichte der Taufe.

## Veröffentlichungen (Auswahl)
- Texte zur Geschichte der Taufe, besonders der Kindertaufe in der alten Kirche. Unter Mitwirkung von Holger Hammerich. Ausgewählt durch Heinrich Kraft. 2. erweiterte und verbesserte Auflage. (Kleine Texte für Vorlesungen und Übungen; Band 174) de Gruyter, Berlin 1969.
- Schnittpunkt Religion. Teil 5/6. Lehrerhandbuch. Schroedel-Crüwell, Hannover 1981, ISBN 3-586-70261-2.
- Schnittpunkt Religion. Teil 5/6. Hauptband. Schroedel-Crüwell, Hannover 1980, ISBN 3-586-70260-4.
- Taufe und Askese. Der Taufaufschub in vorkonstantinischer Zeit. Hamburg 1994. (= Dissertation)
- mit Bärbel Dauber, Wolfgang Grünberg, Eckhard Reichert: Henneke Gülzow: Christentum und Sklaverei in den ersten drei Jahrhunderten. Nachwort Gerd Theißen. Ausgewählte Werke (Band 1). (Hamburger Theologische Studien; Band 16) LIT, Berlin/Münster/Wien/Zürich/London 1999, ISBN 3-8258-3902-8. (= unter dem Titel: Henneke Gülzow. Kirche und Sklaverei in den ersten zwei Jahrhunderten = Dissertation Christian-Albrechts-Universität zu Kiel 1966)
- mit Bärbel Dauber, Wolfgang Grünberg, Eckhard Reichert: Henneke Gülzow. Kirchengeschichte und Gegenwart. Studien, Aufsätze, Predigten, Meditationen. Ausgewählte Werke (Band 2). (Hamburger Theologische Studien; Band 17) LIT, Berlin/Münster/Wien/Zürich/London 1999, ISBN 3-8258-3903-6.